# Remedello
Remedello är en ort och kommun i provinsen Brescia i regionen Lombardiet i Italien. Kommunen hade 3 382 invånare (2018).